# Beeline
Beeline — у минулому, торгова марка оператора стільникового зв'язку ПрАТ «Українські радіосистеми». У 2010 році була поглинута компанією «Київстар» (дочірна компанія VimpelCom Ltd.). VimpelCom Ltd. продовжує надавати послуги зв'язку під брендом Beeline у низці країн СНД.

## Бренд
Спочатку значення слова «Beeline» трактувалось як «бджола і лінія», та після ребрендингу слово отримало інше звучання «подвійна лінія». У оновленні бренду брали участь фахівці американського інституту кольорів. У результаті фірмовим стилем Білайн стало поєднання стрічок жовтого та чорного кольорів.

## Історія Beeline в Україні

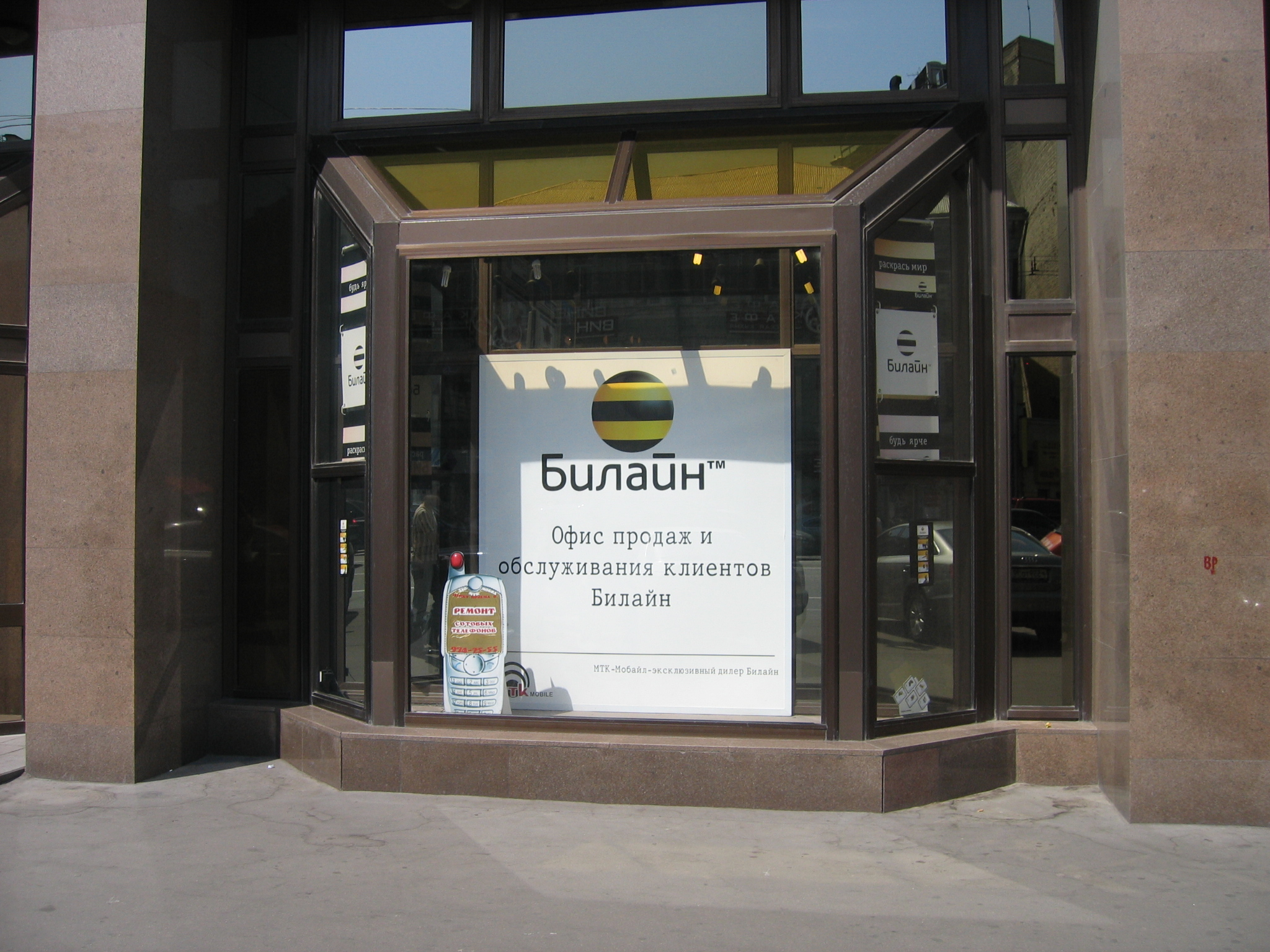
Магазин Beeline в Росії.

- 11 квітня 2006 року, компанія ЗАТ «Українські радіосистеми» починає надавати послуги мобільного зв'язку під торговельною маркою Beeline. Про це було офіційно оголошено на прес-конференції в Києві генеральним директором ВАТ «ВимпелКом» Олександром Ізосімовим[2].

- З 1 лютого 2007 року усі абоненти ЗАТ «УРС» які обслуговувались під торговими марками Мобі та ВеллКОМ переведені на тарифні плани бренду Beeline. Також було припинено підключення нових абонентів до віртуального оператора privat: mobile, який був створений ПриватБанком та використовував потужності мережі УРС.

- У 2008 році після об'єднання материнських компаній Golden Telecom Incorporated та «Вымпел-Коммуникации» почався процес відповідного об'єднання українських компаній «Голден Телеком» та «Українські радіосистеми» і переведення послуг компанії під бренд Beeline.

- 21 жовтня 2010 року — Почався процес інтеграції українських телекомунікаційних операторів — «Київстар» та «Beeline-Україна» (ЗАТ «Українські радіосистеми» і ТОВ «Голден Телеком») в одну компанію[3]. Об'єднана компанія надає телекомунікаційні послуги під брендами «Київстар», djuice, «Київстар-Бізнес» та «Білайн». Процес об'єднання операторів завершилось до кінця 2013 року.

- 2012 року — Закінчився процес злиття Київстару та Beeline.

- кінець серпня 2013 року — юридична особа ЗАТ «Українські радіосистеми» припинила своє існування.

- 2 жовтня 2013 року — компанія ЗАТ «Українські радіосистеми» (ТМ Beeline) остаточно припинила своє існування. Нацкомісія з питань регулювання зв'язку та інформації анулювала ліцензії компанії «Українські Радіосистеми» на надання послуг мобільного та фіксованого зв'язку в Україні.[1]

## Міжнародна присутність
Станом на вересень 2022 року, бренд Beeline представлений в таких країнах: Росія, Казахстан, Киргизстан, Узбекистан.